# Бандарбан (округ)
Бандарбан (бенг. বান্দরবান জেলা, англ. Bandarban District) — округ на юго-востоке Бангладеш, в области Читтагонг. Образован в 1983 году. Административный центр — город Бандарбан. Площадь округа — 4479 км². По данным переписи 2001 года население округа составляло 292 900 человек. Уровень грамотности взрослого населения составлял 39,5 %, что немного ниже среднего уровня по Бангладеш (43,1 %). 47,62 % населения округа исповедовало ислам, 38 % — буддизм, 7,27 % — христианство, 3,52 % — индуизм.

## Административно-территориальное деление

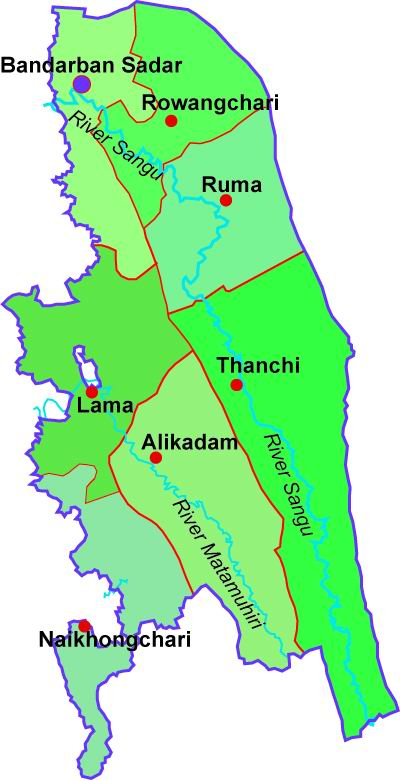

Округ Бандарбан делится на 7 подокругов:
1. Аликадам (Аликадам)
2. Бандарбан Садар (Бандарбан)
3. Лама (Лама)
4. Найкхонгчхари (Найкхонгчхари)
5. Ровангчхари (Ровангчхари)
6. Рума (Рума)
7. Тханчи (Тханчи)